# Abbasso la ricchezza!
Abbasso la ricchezza è un film del 1946 diretto da Gennaro Righelli.

## Trama
Gioconda Perfetti, fruttivendola romana arricchitasi con la borsa nera, si trasferisce dalla natia Trastevere in una splendida villa di proprietà del conte Ghirani, con la sorella ed un amministratore. Conquistata dai modi raffinati del conte, accetta che egli continui ad occupare gli scantinati della villa. Nonostante gli avvertimenti del conte sull'ebbrezza che può causare l'improvvisa ricchezza, la donna si dà alla bella vita e si fa raggirare da una banda di truffatori, rischiando anche il carcere. Solo l'intervento del conte, che l'ha presa a benvolere, la tira fuori dai guai.
Ma questa vicenda non le insegna nulla e subito dopo affida i suoi averi ad un profittatore che sparisce assieme ad essi. Anche il fidanzamento della sorella Lucia con un soldato americano che si vanta ricco diventa un'illusione, dato che il militare si rivela un poveraccio. Dopo tutti questi rovesci Gioconda è costretta a riprendere la sua attività nel negozietto in Trastevere, dove sua sorella ritroverà il fidanzato d'un tempo. Il conte, oppresso dai debiti, parte per l'estero e la donna, dopo aver intravisto la ricchezza, si ritrova sola.

## Produzione

Anna Magnani e Vittorio Mottini in una scena del film.

Sullo slancio del positivo risultato economico e di critica di Abbasso la miseria!, uscito alla fine del 1945, Righelli (qui al suo penultimo film prima della morte) e la "Lux" inseguono un secondo successo, ampliando il numero degli sceneggiatori ed il cast degli attori, affidando ad Anna Magnani un altro personaggio di popolana, questa volta arricchita. Si tratta di un ruolo che fa parte di una serie che l'attrice girò dopo il grande successo personale di Roma città aperta, a seguito del quale «le si spalancano le porte del cinema: in un anno gira ben 5 film, tutti da protagonista, senza però riuscire a ripetere l'exploit del film che l'ha imposta, come poi farà con L'onorevole Angelina».
Non si trattava certo di film straordinari, bensì di «operine artigianali [in cui] il suo personaggio usciva con una prepotenza ed una forza ineguagliabili», in questo caso impreziosita dalla struggente ed indimenticabile interpretazione della canzone Quanto sei bella Roma.
La produzione di Abbasso la ricchezza! è attribuita alla "Ora film" di Vittorio Mottini (che si ritagliò anche una piccola parte di interprete, doppiato da un giovane - 26 anni - Alberto Sordi), in realtà un'azienda collegata alla "Lux", la società che nei difficili anni dell'immediato dopoguerra condivideva con la "Scalera" il ruolo di principale impresa di produzione cinematografica italiana, puntando sulla qualità ed ottenendo per questo notevoli risultati sotto l'aspetto economico. Le riprese furono effettuate nella seconda metà del 1946, negli studi romani della S.A.F.I.R.  Il film uscì nelle sale a partire dal gennaio 1947.

## Accoglienza
Se Abbasso la miseria! era stato giudicato favorevolmente dalla critica, contro questo seconda pellicola Righelli - Magnani si scagliarono invece anche coloro che due anni prima avevano apprezzato il film precedente, in questo caso definendolo  «non solo una brutta cosa, ma una cattiva azione: la Magnani, protagonista di questo pastrocchio, è una donna intelligente, ma non è intelligente mangiarsi le speranze di un lungo successo con gli orrori di un film volgare, inutile e senza senso». E vi fu anche chi l'accusò di essere una sorta di elogio della borsa nera: «ci spiace che la Magnani attiri quasi simpatia sulla spregevole categoria dei borsaneristi che di questi tempi vanno arricchendosi con truffe e con esosi guadagni».

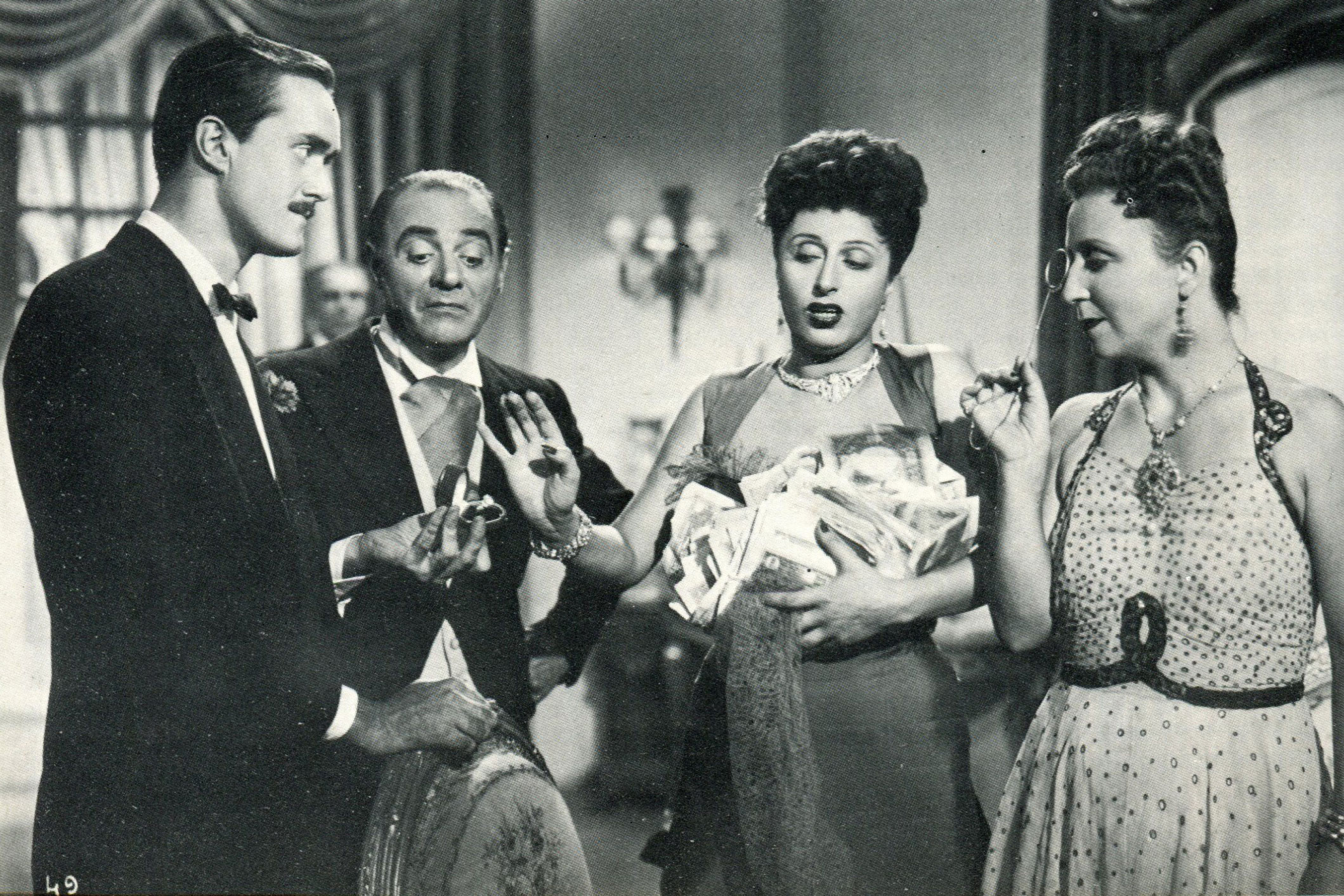
Foto di scena con (da sin.) Galeazzo Benti, Virgilio Riento, Anna Magnani, Dina Romano

Da parte della stampa cattolica si rimproverò la censura di non essere stata abbastanza rigida nei confronti di questo film, mentre in altri casi esso fu sbrigativamente liquidato come «una storia di borsari neri, infarcita di parole volgari, banale la vicenda, modesta l'interpretazione». Secondo Moravia, qui nella veste di critico cinematografico, «Righelli fa del suo meglio, ma il meglio di Righelli non è molto».
Con il tempo queste critiche sono state in parte riviste, ritenendo che «su questo secondo prodotto [i critici] si accaniscono in modo che appare oggi decisamente eccessivo», mentre il film appare «una commedia disincantata ed ironica dove il facile populismo della trama viene riscattato da una interpretazione superlativa di Anna Magnani, volgare ed insieme vitalissima nel suo ruolo di nuova ricca».
I pessimi giudizi dei commentatori dell'epoca non incisero sull'esito economico del film. Abbasso la ricchezza! risulta infatti aver raggiunto un incasso di circa 102 milioni di lire del tempo, e questo lo portò a risultare uno dei primi 10 film - quanto ad introito - della produzione italiana nella stagione 1946 - 47.